# ريتشارد رولز
ريتشارد رولز (بالإنجليزية: Richard Rowles) (مواليد 3 يناير 1973) هو ملاكم أسترالي، مثّل بلاده في الألعاب الأولمبية الصيفية في دورتي 1996 و2000.

## روابط خارجية
ريتشارد رولز على موقع اللجنة الأولمبية الدولية (الإنجليزية)
- ريتشارد رولز على موقع أوليمبيديا (الإنجليزية)
- ريتشارد رولز على موقع اللجنة الأولمبية الأسترالية (الإنجليزية)
- ريتشارد رولز على موقع اتحاد ألعاب الكومنولث (مؤرشف) (الإنجليزية)